# Dick Meldonian
Richard Anthony „Dick“ Meldonian (* 27. Januar 1930 in Providence, Rhode Island; † 2017) war ein US-amerikanischer Jazzmusiker (Sopransaxophon, Tenorsaxophon).

## Leben
Meldonian begann zunächst auf der Klarinette zu spielen, als er acht Jahre alt war, mit elf lernte er auch Tenorsaxophon. 1944 leitete er seine erste eigene Formation; 1949 begann er als professioneller Musiker zu arbeiten, wie in den Bands von Freddie Slack, Charlie Barnet (1950/51) und als Altsaxophonist 1952 bei Stan Kenton an der Seite von Bud Shank und Art Pepper. Er spielte außerdem mit Shorty Rogers, Nat Pierce, Elliot Lawrence und Bill Russo. Meldonian arbeitete dann in New York City als Studio- und Sessionmusiker, u. a. mit Phil Sunkel (1956), Sam Most und Erroll Garner (1957) sowie 1960 in der Gerry Mulligan Concert Jazz Band. 1957 gehörte er auch der Band von Paul Quinichette mit Gene Roland und John Carisi an. Bekannter wurde er dann als Leiter eines eigenen Quartetts, The Jersey Swingers, Ende der 1970er Jahre und durch die Big Band, die er mit dem Schlagzeuger Sonny Igoe Anfang der 1980er leitete. In dieser Zeit nahm Meldonian auch mit der Big Band und kleineren Formationen unter eigenem Namen für die Label Progressive, Circle und Statiras auf. 1992 arbeitete er noch mit Harry DiVito und Marty Grosz.

## Diskografische Hinweise
- Some of These Days (Progressive, 1982)
- Dick Meldonian and Sonny Igoe with their Big Swing Jazz Band Play Gene Roland Music (Progressive, 1978)
- ’S Wonderful (Circle, 1982)
- It’s a Wonderful World (Stairas, 1982)